# Strongylacidon mollissima
Strongylacidon mollissima är en svampdjursart som först beskrevs av Lendenfeld 1887.  Strongylacidon mollissima ingår i släktet Strongylacidon och familjen Chondropsidae. Inga underarter finns listade i Catalogue of Life.